# Saguia el Hamra
Saguia el Hamra (arab. سقية الحمراء = Sakija al-Hamra, hiszp. Saguia el Hamra, fr. Seguia el-Hamra) – sucha dolina w północnej części Sahary Zachodniej. W latach 1969–1975 była to też nazwa jednej z dwóch prowincji hiszpańskiej kolonii Sahara Hiszpańska na tych terenach (druga to Rio de Oro). Stolicą prowincji było Al-Ujun, a na jej terenach położone było także miasto As-Samara, zaś granica z Rio de Oro przebiegała przez miasto Budżdur.